# Encyclia caximboensis
Encyclia caximboensis är en orkidéart som beskrevs av Lou Christian Menezes. Encyclia caximboensis ingår i släktet Encyclia och familjen orkidéer. Inga underarter finns listade i Catalogue of Life.